# Raobu (köpinghuvudort i Kina, Jiangxi Sheng, lat 28,88, long 116,95)
Raobu är en köpinghuvudort i Kina. Den ligger i provinsen Jiangxi, i den sydöstra delen av landet, omkring 110 kilometer öster om provinshuvudstaden Nanchang. Antalet invånare är 38 608. Befolkningen består av 18 783 kvinnor och 19 825 män. Barn under 15 år utgör 28,0 %, vuxna 15-64 år 64 %, och äldre över 65 år 7,0 %.
Runt Raobu är det tätbefolkat, med 266 invånare per kvadratkilometer. Närmaste större samhälle är Leping, 19,1 km nordost om Raobu. Trakten runt Raobu består till största delen av jordbruksmark.
Genomsnittlig årsnederbörd är 2 308 millimeter. Den regnigaste månaden är juni, med i genomsnitt 395 mm nederbörd, och den torraste är oktober, med 33 mm nederbörd.